# 조달환
조달환(1980년 5월 10일 ~ )은 대한민국의 배우이다.

## 학력
- 안중중학교 (졸업)
- 신한고등학교 (졸업)
- 서경대학교 연극영화과 (졸업)

## 출연 작품

### 드라마
- 2001년 SBS 부부시트콤 《허니허니》
- 2003년 MBC 수목미니시리즈 《남자의 향기》 ... 종수 역
- 2003년 SBS 일일시트콤 《압구정 종갓집》 ... 종갓집 주방보조 역
- 2004년 MBC 주말연속극 《장미의 전쟁》 ... 박수남 역
- 2004년 KBS2 HD 특별기획 드라마 《해신》 ... 순종 역
- 2004년 MBC 수목미니시리즈 《아일랜드》 ... 백기웅 역
- 2006년 KBS2 미니시리즈 《미스터 굿바이》 ... 최재동 역
- 2007년 MBC 월화 특별기획드라마 《히트》 ... 한 형사 역
- 2007년 채널CGV 주말드라마 《정조암살미스터리: 8일》 ... 춘득 역
- 2012년 tvN 미니시리즈 《인현왕후의 남자》 ... 천수 역
- 2012년 KBS2 단막극 《KBS 드라마 스페셜 - 칼잡이 이발사》 ... 철수 역
- 2013년 KBS2 미니시리즈 《천명: 조선판 도망자 이야기》 ... 덕팔 역
- 2013년 tvN 미니시리즈 《환상거탑》 ... 김상진 역
- 2014년 KBS2 특별기획드라마 《감격시대: 투신의 탄생》 ... 풍차 역
- 2014년 MBC 월화미니시리즈 《야경꾼 일지》 ... 맹사공 역
- 2014년 KBS2 단막극 《KBS 드라마 스페셜 - 추한 사랑》 ... 추한상 역
- 2015년 KBS2 금요드라마 《스파이》 ... 김현태 역
- 2015년 KBS2 단막극 《KBS 드라마 스페셜 - 짝퉁 패밀리》
- 2015년 MBC 수목드라마 《달콤살벌 패밀리》 ... 봉진욱 역
- 2016년 JTBC 금토드라마 《마녀보감》 ... 허옥 역
- 2016년 SBS 월화드라마 《닥터스》 ... 안성수 역
- 2016년 KBS2 단막극 《KBS 드라마 스페셜 - 웃음실격》 ... 이지로 역
- 2017년 SBS 월화드라마 《귓속말》 ... 조경호 역
- 2018년 SBS 드라마 스페셜 《리턴》 ... 태민영 역
- 2018년 tvN 토일드라마 《라이브》
- 2018년 SBS 드라마 스페셜 《훈남정음》 ... 찰리 역
- 2019년 KBS2 월화드라마 《동네변호사 조들호 2: 죄와 벌》 ... 안동출 역
- 2019년 OCN 주말드라마 《트랩》 ... 배남수 역
- 2019년 SBS 수목드라마 《절대 그이》
- 2019년 KBS2 수목드라마 《저스티스》 ... 남원기 역
- 2021년 tvN 수목드라마 《더 로드: 1의 비극》 ... 박성환 역
- 2021년 SBS 금토드라마 《원 더 우먼》 ... 최대치 역
- 2022년 Netflix 드라마 《지금 우리 학교는》 ... 조달호 역
- 2022년 티빙 금요드라마 《장미맨션》 ... 이우혁 역
- 2022년 SBS 금토드라마 《왜 오수재인가?》 ... 구조갑 역
- 2023년 tvN 토일드라마 《구미호뎐 1938》 ... 마적단의 부두목 역
- 2023년 ENA 토일드라마 《악인전기》 … 이선교 역
- 2023년 Netflix 드라마 《정신병동에도 아침이 와요》

### 영화
- 2001년 《두사부일체》 ... 동팔 꼬봉 2 역
- 2002년 《색즉시공》 ... 조달환 역
- 2003년 《황산벌》 ... 뻐꾸기 2 역
- 2004년 《그녀를 모르면 간첩》 ... 송효국 역
- 2005년 《무등산 타잔, 박흥숙》 ... 산초 역
- 2006년 《방과후 옥상》 ... 별구 역
- 2006년 《원탁의 천사》 ... 춘만 역
- 2007년 《동갑내기 과외하기 레슨 2》 ... 선풍기 역
- 2007년 《두 얼굴의 여친》 ... 양아치 A 역
- 2011년 《커플즈》 ... 상기 역
- 2012년 《댄싱퀸》 ... 로드매니저 역(우정출연)
- 2012년 《공모자들》 ... 운반책 준식 역
- 2014년 《해적: 바다로 간 산적》 ... 산만 역
- 2014년 《맨홀》 ... 필규 역
- 2014년 《레드카펫》 ... 강준수 역
- 2014년 《기술자들》 ... 털보 역
- 2014년 《상의원》 ... 대길 역
- 2015년 《뷰티 인사이드》 ... 우진 역
- 2015년 《더 폰》 ... 김규수 역
- 2015년 《히말라야》 ... PD 역
- 2015년 《조선마술사》 ... 덕후 역
- 2016년 《춘몽》 ... 건달 1 역
- 2017년 《사랑하기 때문에》 ... 택시기사 역
- 2017년 《보통사람》 ... 김태성 역
- 2017년 《원스텝》 ... 정환 역
- 2017년 《반드시 잡는다》 ... 이 순경 역
- 2018년 《창궐》 ... 대길 역
- 2018년 《완벽한 타인》 ... 강경준 형사 (목소리) 역
- 2019년 《왓칭》 ... 취객 / 회장 역
- 2019년 《첫잔처럼》 ... 이호연 역
- 2021년 《차인표》 ... 김아람 역
- 2021년 《큰엄마의 미친봉고》 ... 유재상 역
- 2021년 《더블패티》 ... 일우 역
- 2021년 《더 박스》 ... 민수 역
- 2022년 《공조 2: 인터내셔날》 ... 한광성 역 (특별출연)
- 2022년 《데시벨》 ... 노정섭 역
- 2023년 《싱글 인 서울》 ... 오시인 역 (우정출연)
- 2025년 《그 시절, 우리가 좋아했던 소녀》 ... 기술가정선생님 역 (우정출연)

### 연극
- 2012년 《키사라기 미키짱》

### 예능
- 2013년 KBS 예능 프로그램 《우리동네 예체능》

## 광고
- 2000년 삼양식품 짜짜로니
- 2001년 농심 너구리 (with 장나라)
- 2003년 농심 오징어짱 (with 홍수아)

## 수상
- 2014년 KBS 연기대상 남자단막극상
- 2023년 신스틸러 페스티벌 in 문경 (장미맨션, 왜 오수재인가)